# Joseph Lescrauwaet
Joseph Frans Lescrauwaet (ur. 19 czerwca 1923 w Amsterdamie w Holandii, zm. 19 listopada 2013 w Tilburgu) – holenderski biskup.

## Życiorys
Joseph Frans Lescrauwaet urodził się 19 czerwca 1923 roku. W dniu 12 września 1948 roku został wyświęcony na kapłana, a w dniu 19 października 1983 roku został mianowany biskupem pomocniczym diecezji Haarlem oraz biskupem tytularnym Turres Concordiae i został wyświęcony na biskupa w dniu 14 stycznia 1984 roku. 22 marca 1995 roku zrezygnował z funkcji biskupa pomocniczego Haarlem. Zmarł 19 listopada 2013 roku mając 90 lat.